# ジェシカ・ローズ・ペイシュ
ジェシカ・ローズ・ペイシュ（英語: Jessica Rose Paetsch, 1993年1月31日 - ）は、アメリカ合衆国コロラド州デンバー出身の女性フィギュアスケート選手(ペア)。
2006年ISUジュニアグランプリファイナル3位。パートナーはジョン・ナスなど。

## 経歴
コロラド州のデンバーに生まれ、7歳のときにスケートを始めた。2003年からはブレイディー・ミラーとペアを組み活動したが、2005年5月にジョン・ナスとペアを結成し、2006年全米選手権ノービスクラスで優勝。
2006-2007年シーズンにはISUジュニアグランプリに参戦、JGPファイナルに進出し3位。ジュニアクラスに昇級した2007年全米選手権では3位になる。
2007-2008年シーズン、2007 JGPブラオエン・シュベルター杯でISUジュニアグランプリ大会初優勝を飾り、前年に続きJGPファイナルに進出。全米選手権ジュニアクラスでも初優勝、2008年世界ジュニアフィギュアスケート選手権にも出場したが、シーズン終了とともにナスとのペアを解散した。
2008-2009年シーズン、新たにドリュー・ミーキンスとペアを結成した。

## 主な戦績
- 2007-08まではジョン・ナスとのペア
- 2008-09はドリュー・ミーキンスとのペア

| 大会/年              | 2005-06 | 2006-07 | 2007-08 | 2008-09 |
| -------------------- | ------- | ------- | ------- | ------- |
| 全米選手権           | 1 N     | 3 J     | 1 J     | 10      |
| 世界Jr.選手権        |         |         | 5       |         |
| JGPファイナル        |         | 3       | 3       |         |
| JGP B.シュベルター杯 |         |         | 1       |         |
| JGPレイクプラシッド  |         |         | 5       |         |
| JGP台湾杯            |         | 3       |         |         |
| JGPブダペスト        |         | 4       |         |         |

### 詳細
| 2008-2009 シーズン |                                                |          |          |           |
| 開催日             | 大会名                                         | SP       | FP       | 結果      |
| 2009年1月18日-25日 | 全米フィギュアスケート選手権（クリーブランド） | 10 47.67 | 10 83.20 | 10 130.87 |

| 2007-2008 シーズン   |                                                                |         |         |          |
| 開催日               | 大会名                                                         | SP      | FP      | 結果     |
| 2008年2月25日-3月2日 | 2008年世界ジュニアフィギュアスケート選手権（ソフィア）         | 8 48.01 | 4 85.11 | 5 133.12 |
| 2008年1月20日-27日   | 全米フィギュアスケート選手権 ジュニアクラス（セントポール）    | 2 52.13 | 1 91.06 | 1 143.19 |
| 2007年12月6日-9日    | 2007/2008 ISUジュニアグランプリファイナル（グダニスク）        | 5 47.34 | 3 86.60 | 3 133.94 |
| 2007年10月10日-14日  | ISUジュニアグランプリ ブラオエン・シュベルター杯（ケムニッツ） | 2 50.19 | 1 89.21 | 1 139.40 |
| 2007年8月30日-9月2日 | ISUジュニアグランプリ レークプラシッド（レークプラシッド）     | 2 41.91 | 5 70.76 | 5 112.67 |

| 2006-2007 シーズン   |                                                           |         |         |          |
| 開催日               | 大会名                                                    | SP      | FP      | 結果     |
| 2007年1月21日-28日   | 全米フィギュアスケート選手権 ジュニアクラス（スポケーン） | 3 53.93 | 4 89.34 | 3 143.27 |
| 2006年12月7日-9日    | 2006/2007 ISUジュニアグランプリファイナル（ソフィア）     | 3 47.94 | 5 85.11 | 3 133.05 |
| 2006年10月12日-15日  | ISUジュニアグランプリ 台湾杯（台北）                      | 4 45.23 | 3 84.09 | 3 129.32 |
| 2006年8月31日-9月3日 | ISUジュニアグランプリ ブダペスト（ブダペスト）            | 7 39.10 | 3 76.50 | 4 115.60 |